# Взятие Самарканда
Взятие Самарканда — эпизод казахской бухарской войны 1598 года.

## Предыстория
Умело командуя своим войском, Тауекель разбил узбекскую армию между Самаркандом и Ташкентом, однако ему не удалось закрепиться на этих территориях

## Общие сведения

### Поход Тауекель-хана
Воспользовавшись возникшим хаосом, Тауекель вновь начал наступление. Его многочисленная армия была разделена как минимум на две части. Одна группа войск направилась на захват Туркестана и других городов вдоль Сырдарьи, в то время как другая, овладев Ташкентом, вскоре взяла под контроль всю Ферганскую долину. После объединения обеих групп Тауекель штурмом взял Самарканд. Тем временем его союзник, иранский шах Аббас, открыл второй фронт в Хорасане. В результате иранские войска заняли Себзевар, Мешхед и Герат.

### Взятие Самарканда
Зимой 1598 года Самарканд стал легкой добычей для казахов. Абд аль-Васи Би Кинакас, один из участников заговора против Абд аль-Мумина, захватил власть в регионе и формально возвел на трон сына Пайандаха Мухаммада, сделав его номинальным ханом.
Узнав о приближении казахского правителя Тауекель-хана, Абд аль-Васи Би решил не оказывать сопротивления. Вместо этого он заключил с Тауекелем соглашение. Сдал город, передал принца в заложники и в обмен получил высокую военную должность при казахах. Тауекель, в свою очередь, ненадолго задержался в Самарканде, после чего направился на запад — к Дабусии и Бухаре — в сопровождении Абд аль-Васи Би. Управление городом и прилегающими землями он оставил своему брату, Есим-султану, разместив при этом гарнизон численностью около двадцати тысяч человек. Спустя некоторое время Тауекель приказал убить Пайандаха Мухаммада, которого недавно сделали ханом, но в итоге стал очередной жертвой в череде казней, характерной для политики Тауекель-хана по устранению потомков Джани-Бека. Впервые почти за сто лет Самарканд пал под натиском внешней силы, и бухарский хан Пир Мухаммад не предпринял никаких действий, чтобы помочь жителям города.